# Progressive International
Progressive International – międzynarodowa organizacja zrzeszająca progresywnych lewicowych działaczy i organizacje. Jej głównymi orędownikami są Bernie Sanders i Janis Warufakis, a założycielami są The Sanders Institute i DiEM25. Warufakis, współzałożyciel DiEM25, napisał w felietonie, że Progressive International „jest tworzona, aby zmobilizować ludzi na całym świecie do zmiany globalnego porządku i instytucji, które go kształtują”. Progressive International została ogłoszona 30 listopada 2018 roku podczas wydarzenia w Sanders Institute, w którym wzięło udział wielu progresywnych polityków, ekonomistów i aktywistów, w tym Naomi Klein, Cornel West, Fernando Haddad, Jeffrey Sachs, Niki Ashton i Ada Colau. Została formalnie założona i uruchomiona 11 maja 2020 roku w warunkach globalnej pandemii koronawirusa, aby przeciwdziałać obserwowanemu odradzaniu się nacjonalizmu.
Część filmów promocyjnych projektu została wyprodukowana przez Means TV, studio, które wyprodukowało kampanię reklamową amerykańskiej kongresmenki Alexandrii Ocasio-Cortez.
W Polsce do Progressive International należy Akcja Socjalistyczna. Do 28 lutego 2022 była nim Partia Razem. Do Progressive International należała również Krytyka Polityczna.